# Édouard Balladur
Édouard Léon Raoul Balladur (Smirne, 2 maggio 1929) è un politico ed ex funzionario francese, primo ministro della Francia dal 29 marzo 1993 al 10 maggio 1995, durante la seconda cohabitation della Quinta Repubblica francese, si candidò alle elezioni presidenziali del 1995, classificandosi terzo.
Consigliere di Stato, nel 1964 entra nel gabinetto di Georges Pompidou, allora capo del governo, e partecipa agli accordi di Grenelle nell'ambito del maggio francese. Divenuto segretario generale della Presidenza della Repubblica nel 1973, fu particolarmente influente a causa della malattia del presidente Pompidou, morto l'anno successivo.
Nel 1986 viene eletto deputato a Parigi e subito nominato ministro di Stato, ministro dell'economia, delle finanze e delle privatizzazioni nel primo governo di coabitazione, guidato da Jacques Chirac fino al 1988. In un contesto mondiale di rivoluzione conservatrice, conduce una politica liberale, lanciando un programma di privatizzazioni dopo cinque anni di potere socialista.
François Mitterrand lo nomina Primo ministro dopo la grande vittoria dell'Unione per la Francia (RPR-UDF) nelle elezioni legislative del 1993, inaugurando la seconda coabitazione. Candidato alle elezioni presidenziali del 1995, sostenuto dall'UDF e da parti del RPR, per il quale si candida anche Jacques Chirac, Édouard Balladur è da tempo favorito, prima di finire al terzo posto con il 18,58% dei voti. Successivamente implicato per sospetti di finanziamento occulto della sua campagna, è stato assolto dalla Corte di Giustizia della Repubblica nel 2021.
Ha ripreso il suo seggio di deputato nel 1995, ha deciso di guidare la destra alle elezioni municipali del 2001 a Parigi e ha presieduto la commissione per gli affari esteri dell'Assemblea nazionale dal 2002 al 2007. Vicino a Nicolas Sarkozy, ha guidato i lavori di due comitati consultivi sotto la presidenza di quest'ultimo (sulle istituzioni e poi sugli enti locali) e si è ritirato dalla vita pubblica nel 2009, pur rimanendo consigliere informale di molte personalità di destra.

## Biografia
Figlio di Pierre Balladur, banchiere, e Émilie Latour, ha cinque fratelli. La famiglia Balladur è originaria dall'Azerbaigian, precisamente della repubblica autonoma del Naxçıvan, da dove il suo antenato André nel 1737, fuggì con la famiglia per le pressioni dell'Impero Ottomano, rifugiandosi a Smirne, dove cominciò una fitta rete di commerci che lo portarono in varie città del mondo, quali Livorno, Manchester e Marsiglia. La famiglia Balladur nel corso dei secoli, si imparentò con i membri di varie famiglie altolocate del mondo, soprattutto italiane e francesi.
Nato in Turchia, la famiglia si trasferisce a Marsiglia quando lui ha sei anni. Studia all'Oeuvre Jean-Joseph Allemand dei Fratelli delle scuole cristiane, e poi al Licée Thiers. Colpito da tubercolosi, è costretto a rinunciare a studiare medicina, i cui corsi sono troppo lunghi, e si iscrive alla facoltà di giurisprudenza dell'università di Aix-en-Provence. Rimessosi in salute, l'anno successivo si trasferisce a Parigi, e va ad abitare all'istituto dei Padri Maristi al 104 della rue de Vaugirard, lo stesso dove aveva preso alloggio François Mitterrand all'epoca dei suoi studi universitari. 
Nel 1950 si diploma all'Istituto di studi politici di Parigi, sezione di diritto pubblico, quindi entra all'École nationale d'administration. Classificatosi quinto nell'ordine delle promozioni, nel 1955 entra al Consiglio di Stato.

## Carriera politica

### Eminenza grigia di Pompidou
Dal 1964 al 1968 è consigliere sociale dell'allora Primo ministro Georges Pompidou. In tale veste, in occasione dello sciopero generale del maggio 1968 affianca Pompidou nel corso delle trattative sfiancanti con i sindacati che dopo una discussione finale di 48 ore senza interruzione si concluderanno con gli "accordi di Grenelle". Quando Pompidou è eletto presidente della Repubblica nel giugno 1969, è nominato vice segretario generale dell'Eliseo, diventando segretario generale nel 1973. Trattandosi del periodo cui il capo dello Stato è fortemente indebolito dalla malattia, dal 1973 fino alla morte di Pompidou il 2 aprile 1974 Balladur è l'uomo-chiave della Presidenza della Repubblica.

### Il ritiro temporaneo dalla politica
Nel giugno 1974, dopo l'elezione del liberale Valéry Giscard d'Estaing alla presidenza della Repubblica, declina l'offerta di diventare ambasciatore presso la Santa Sede a Roma, e si ritira temporaneamente dall'attività politica. Rientra al Consiglio di Stato, e assume la direzione della Générale de service informatique (GSI), una filiale della Compagnie générale d'électricité (CGE, futura Alcatel). Nel 1980, diventa presidente e amministratore delegato di un'altra filiale: la Compagnie Européenne d'Accumulateurs.

### Teorico della "coabitazione"
Pochi mesi prima delle elezioni legislative del 1986 che videro l'affermazione di una maggioranza di centrodestra, egli aveva teorizzato sul quotidiano Le Monde la "cohabitation", ossia compatibilità, nel quadro delle istituzioni della Quinta Repubblica francese, di un presidente della Repubblica socialista (nella specie, François Mitterrand) con un governo espresso dallo schieramento politico opposto.

### Ministro dell'economia (1986-1988)
Dopo la fondazione del Raggruppamento per la Repubblica (RPR) nel 1978 su iniziativa di Jacques Chirac, incomincia ad assumere un ruolo rilevante all'interno della nuova formazione. Eletto deputato all'Assemblea nazionale nel 1986, dal 20 marzo di quell'anno al 10 maggio 1988 è ministro dell'Economia, delle Finanze e delle Privatizzazioni con il rango di ministro di Stato nel governo di coabitazione di Jacques Chirac. In quel frangente, Balladur è l'uomo della situazione.

### Primo ministro (1993-1995)
Nel maggio 1988 Mitterrand, rieletto presidente della Repubblica battendo al ballottaggio il candidato dello schieramento opposto Jacques Chirac, scioglie l'Assemblée Nationale, e alle successive elezioni i partiti di centrodestra non riescono a riconquistare la maggioranza, pur conservando un numero considerevole di deputati. Balladur è rieletto deputato, e sul finire della legislatura assume un ruolo sempre più autorevole in vista di un probabile cambiamento di maggioranza.
E infatti, alle elezioni legislative del marzo 1993, in occasione delle quali Balladur è rieletto deputato di Parigi, la vittoria del centrodestra è schiacciante. Dovendo escludere la candidatura dell'ormai anziano Jacques Chaban-Delmas e quella del liberale Raymond Barre, quest'ultimo da sempre avversario della coabitazione, François Mitterrand incarica Edouard Balladur di formare il nuovo governo. Chirac subisce la mancata nomina a Primo ministro senza manifestare pubblicamente il proprio malcontento, e si butta a capofitto nella preparazione delle elezioni presidenziali del maggio 1995 che lo vedranno nuovamente candidato.
Balladur forma un gabinetto di pochi ministri e privo di segretari di Stato, ma con la presenza di forti personalità dei partiti di centro e di centrodestra come Charles Pasqua, Simone Veil e François Léotard nel ruolo di ministri di Stato.

#### La "dottrina Balladur"
Il metodo adottato da Balladur nel corso del biennio alla guida del governo è definito dagli osservatori politici come "dottrina Balladur", che consisterebbe in un misto di volontarismo e di prudenza, di diffidenza, se non si disprezzo nei riguardi della classe politica, e in una gestione esperta della comunicazione. La tattica di Edouard Balladur Primo ministro sarebbe consistita nell'assumere ambedue i ruoli previsti dalla coabitazione (quello del capo del governo e quello del presidente della Repubblica, essendo François Mitterrand indebolito dalla malattia), evitando accuratamente qualsiasi azione che potesse nuocere alla sua immagine di candidato in pectore alle elezioni presidenziali.

#### Il "prestito pubblico Balladur" e la riforma delle pensioni
Due operazioni di vasta portata messe a segno dal governo Balladur sono il prestito pubblico da 40 miliardi di franchi (ne saranno raccolti 110) e la riforma del sistema previdenziale. L'anzianità contributiva per il settore privato è portata da 37,5 a 40 anni, mentre il periodo preso in considerazione per il calcolo della pensione passa da 10 a 25 anni. L'obiettivo di queste misure è il rilancio dell'economia, giacché Balladur si trova a esercitare le funzioni di Primo ministro in una situazione economica gravissima: nel 1993, il debito pubblico ammonta a 341 miliardi di franchi.

#### Lo Stade de France
Una delle prime decisioni assunte dal governo Balladur, è di modificare la localizzazione del nuovo stadio per i Mondiali di calcio del 1998. Anziché il sito di Melun-Sénart, come stabilito da Michel Rocard, Primo ministro nel 1991, Balladur opta per la "plaine" di Saint-Denis. La posa della prima pietra avviene il 2 maggio 1995. L'impianto, battezzato Stade de France, viene costruito in trenta mesi.

#### Il sequestro dell'Airbus A300
Dal 24 al 26 dicembre 1994, gestisce in prima persona la vicenda del sequestro da parte di un gruppo di terroristi islamici dell'Airbus A300 del Volo Air France 8969 con a bordo 220 passeggeri all'aeroporto di Algeri. Balladur dirige da Parigi le operazioni, e si rivolge direttamente al presidente algerino, al quale impone di autorizzare il decollo il velivolo in direzione della Francia. Una volta atterrato all'aeroporto di Marsiglia, l'aereo è assaltato da una squadra del GIGN, che riesce ad abbattere i quattro dirottatori e a liberare gli ostaggi.

#### Il tentativo di nominare Renato Ruggiero presidente della Commissione Europea
Nel giugno del 1994, a causa dell'opposizione del primo ministro inglese John Major non riesce a imporre la nomina di Renato Ruggiero alla presidenza della Commissione europea, ipotesi sulla quale aveva ottenuto l'adesione di François Mitterrand.

### Candidato alle presidenziali del 1995
La decisione annunciata da Balladur il 18 gennaio 1995 di candidarsi alle elezioni presidenziali previste nella primavera dello stesso anno porteranno i rapporti fra il Primo ministro e Jacques Chirac - che erano diventati tesi fin dal giorno della sua nomina - a deteriorarsi irrimediabilmente, provocando delle lacerazioni devastanti in seno al RPR. Tra i suoi sostenitori in seno al partito, Pierre Messmer, Charles Pasqua, François Fillon e il ministro del Bilancio e della Comunicazione Nicolas Sarkozy che il 19 gennaio 1995 il candidato Balladur nomina suo portavoce. Lo sostiene anche l'UDF - con poche eccezioni, come Valéry Giscard d'Estaing e Raymond Barre - che decide di non presentare propri candidati. Ma il Primo ministro non riesce a monetizzare in termini elettorali il consenso acquisito. Al primo turno il 23 aprile Balladur arriva al terzo posto con 5.658.796 voti, ossia il 18,58 % dei voti espressi, non riuscendo così a entrare nel ballottaggio che due settimane dopo vede in lizza il socialista Lionel Jospin e Jacques Chirac, con il risultato finale della vittoria di quest'ultimo.

### Promotore dell'Unione per un Movimento Popolare
A partire dal 1995 per Balladur prende il via una fase temporanea di eclissi politica, soprattutto a causa del risentimento di Chirac nei suoi confronti. Nel settembre 1995 è rieletto deputato in occasione di una suppletiva. Nel marzo 1998 è eletto consigliere regionale dell'Île-de-France, ma si dimette nell'aprile seguente giacché, essendo già deputato e consigliere comunale di Parigi, un terzo mandato elettivo sarebbe incompatibile in base alle normative sull'incompatibilità.
È rieletto deputato nel 1997 e nel 2002. Il 25 giugno 2002, all'apertura della legislatura, presenta la sua candidatura alla presidenza dell'Assemblée Nationale. Alla prima votazione, ottiene 163 voti su 531 votanti, arrivando secondo dopo Jean-Louis Debré, candidato ufficiale del centrodestra (e soprattutto del presidente Chirac), che ha 217 voti. Prima della seconda votazione, Balladur ritira la sua candidatura, consentendo l'elezione di Debré. È eletto alla presidenza della commissione Affari esteri dell'Assemblée Nationale.
Nel 2002 aderisce all'Unione per un Movimento Popolare (UMP), formazione di cui è l'ispiratore, essendo dal 1988 fautore della creazione di un unico grande partito della destra e del centro, attraverso la fusione del RPR, dell'UDF e di DL. Nel 2007 sostiene la candidatura di Nicolas Sarkozy alla Presidenza della Repubblica.
Alle elezioni legislative di quell'anno non si ricandida all'Assemblée Nationale. Nel marzo 2008 non si ricandida nemmeno alle elezioni per il rinnovo del consiglio comunale di Parigi, cui faceva parte ininterrottamente dal 1989.

### La presidenza della commissione per le riforme istituzionali e di quella per le autonomie locali
Il 18 luglio 2007, il presidente della Repubblica Sarkozy nomina Balladur alla presidenza del Comité de réflexion sur la modernisation et le rééquilibrage des institutions, una commissione di tredici saggi con l'incarico di allestire entro il novembre di quell'anno una proposta articolata di riforme istituzionali. Dal testo messo a punto dal comitato Balladur deriva in gran parte la legge del 23 luglio 2008 di riforma della Costituzione approvata dal Congresso il 21 luglio 2008.
L'8 ottobre 2008 ha accettato di presiedere la commissione incaricata da Nicolas Sarkozy di ridisegnare il sistema delle autonomie locali in Francia, che si è insediata ufficialmente il 22 ottobre 2008 e che ha presentato il suo rapporto al presidente della Repubblica il 5 marzo 2009.
È considerato uno dei consiglieri più influenti del presidente Sarkozy e dei suoi ministri.. Il 5 luglio 2011 Sarkozy ha affidato a Balladur la missione d'inviato del G8 per la messa in opera del piano d'azione in favore dei paesi arabi stabilito il 27 giugno 2011 a Deauville.
Fino al 2016 è presidente d'onore dell'associazione Georges Pompidou, dopo esserne stato presidente effettivo dal 2008 al 2011. Dal gennaio 2010 è presidente d'onore dell'Associazione per la promozione del Centre Pompidou (ADCP), della quale fino a quella data era stato presidente effettivo.
Il 20 settembre 2012, in occasione dell'uscita del suo ultimo libro La Liberté a-t-elle un avenir? (Fayard 2012) rende noto il suo sostegno alla candidatura di François Fillon alla presidenza dell'UMP.

### Il traforo del Monte Bianco
Edouard Balladur è di casa in Italia. Tra l'altro, dal 1968 al 1980 è stato presidente della società francese per la costruzione e la gestione del traforo del Monte Bianco

## Citazioni
« Di Pascal, quel che c'è di bello, è la miseria dell'uomo senza Dio. Mi piace di meno la sua felicità dell'uomo che crede in Dio... »
« Per restare liberi, bisogna prendere le distanze tanto da se stessi quanto dagli altri. »

## Opere
Edouard Balladur è autore di numerose pubblicazioni, tra cui un saggio sull'applicazione delle massime di Niccolò Machiavelli nella politica moderna: Machiavel en démocratie, mécanique du pouvoir (2006), non ancora tradotta in italiano, Le pouvoir ne se partage pas - Conversations avec François Mitterrand (2009, premio Aujourd'hui 2010), una cronaca in prima persona del biennio di coabitazione con il presidente socialista, e La tragédie du pouvoir - Le courage de Georges Pompidou (2013), sul settennato interrotto e la malattia del presidente cui fu stretto collaboratore.

## Governo Balladur
- Édouard Balladur – Primo Ministro
- Simone Veil – Ministro di Stato, Ministro degli Affari sociali, della Salute e delle Aree urbane
- Charles Pasqua – Ministro di Stato, Ministro dell'Interno e dell'Organizzazione del territorio
- Pierre Méhaignerie – Ministro di Stato, Guardasigilli, Ministro della Giustizia
- François Léotard – Ministro di Stato, Ministro della Difesa
- Alain Juppé – Ministro degli Esteri
- Edmond Alphandéry – Ministro dell'Economia
- Nicolas Sarkozy – Ministro del Bilancio, Portavoce del governo
- Gérard Longuet – Ministro dell'Industria, del commercio con l'estero, delle Poste e delle Teleunicazioni
- François Bayrou – Ministro dell'Educazione nazionale
- Michel Giraud – Ministro del Lavoro e della Solidarietà sociale
- François Fillon – Ministro dell'Insegnamento superiore e della Ricerca
- Philippe Mestre – Ministro dei Veterani e delle pensioni di guerra
- Jacques Toubon – Ministro della Cultura e della Francofonia
- Jean Puech – Ministro della Pesca e dell'Agricoltura
- Michèle Alliot-Marie – Ministro dello Sport e delle Politiche giovanili
- Dominique Perben – Ministro dei Territori oltreoceano
- Bernard Bosson – Ministro delle Infrastrutture, dei Trasporti e del Turismo
- Michel Roussin – Ministro della Cooperazione
- Hervé de Charette – Ministro della Casa
- Alain Carignon – Ministro della Comunicazione
- André Rossinot – Ministro della Funzione Pubblica
- Alain Madelin – Ministro delle Imprese e dello Sviluppo economico, con l'incarico delle Piccole e medie imprese, del Commercio e dell'Artigianato
- Pascal Clement – Ministro delegato per i Rapporti con l'Assemblée nationale
- Roger Romani – Ministro delegato per i Rapporti con il Senato e per i Rimpatriati
- Philippe Douste-Blazy – Ministro delegato per la Sanità
- Daniel Hoeffel – Ministro delegato per l'Organizzazione del territorio e per le Collettività locali
- Lucette Michaux-Chevry – Ministro delegato per l'Azione umanitaria e per i Diritti dell'uomo
- Alain Lamassoure – Ministro delegato per gli Affari europei
- Michel Barnier – Ministro dell'Ambiente

### Modifiche
- Il 19 luglio 1994 Alain Carignon si dimette e il ministero della Comunicazione è affidato ad interim a Nicolas Sarkozy.
- Il 17 ottobre 1994 Gérard Longuet si dimette e il ministero dell'Industria, del commercio con l'estero, delle Poste e delle Telecomunicazioni è affidato a José Rossi.
- Il 12 novembre 1994 Michel Roussin si dimette e il ministero della Cooperazione è affidato a Bernard Debré.
- Il 19 gennaio 1994 Nicolas Sarkozy cede il ruolo di Portavoce del governo a Philippe Douste-Blazy

## Riconoscimenti
Premio Jacques Rueff per l'economia (1986), premio Andese (1986), premio Euromoney "ministro delle finanze dell'anno" (1987), medaglia del mecenate dell'Académie française (1988), premio letterario Aujourd'hui (2010).